# Campagne siriano-mesopotamiche di Cosroe I del 540-545
Le campagne siriano-mesopotamiche di Cosroe I del 540-545 fu un conflitto della serie delle guerre romano-persiane che si combatté tra il 540 al 545 tra l'Impero romano d'Oriente e la Persia Sasanide.

## Casus belli

### Areta e Alamundaro
Malgrado vigesse una pace con Costantinopoli, Cosroe I, avendo appreso che Giustiniano era fortemente concentrato sulle operazioni di riconquista del Nord Africa e di parte dell'Italia, si convinse che quello era il frangente in cui doveva agire per dichiarare guerra all'Impero bizantino. Egli si consultò con Alamundaro, capo dei Lakhmidi, i quali erano vassalli arabi dei Persiani, e presto fu escogitato un pretesto che potesse valere come casus belli credibile. Alamundaro rivendicò il possesso di alcune terre dette Strata a sud di Palmira, la quale era infertile ma era stato utilizzato in passato come pascolo. Secondo il capo dei Ghassanidi Areta, vassallo dei Bizantini, la zona apparteneva a Bisanzio basandosi sulle testimonianze delle fonti antiche e sull'etimologia del nome (che in latino significa strada pavimentata). Secondo Alamundaro, questo terreno gli apparteneva di diritto perché i pastori che pascolavano lì gli pagavano un tributo.
Giustiniano inviò in qualità di giudici Strategio, amministratore del tesoro imperiale, e Summo, comandante di Palestina. Summo riteneva che i Bizantini non dovessero cedere quel terreno ai Persiani ma Strategio consigliò prudentemente di non fornire a Cosroe pretesti per dichiarare guerra a Bisanzio per una terra infertile e di valore pressoché nullo.
Ma Cosroe accusò Giustiniano di aver infranto il trattato, avendo tentato di portare Alamundaro dalla sua parte. Infatti Summo, inviato per risolvere la questione del terreno conteso, tentò di convincere con grandi somme di denaro Alamundaro a passare al servizio di Giustiniano. Inoltre, sempre secondo Cosroe, Giustiniano avrebbe inviato un messaggio agli Unni che li incitava a invadere la Persia.

### La richiesta di aiuto dei Goti
A questo punto i Goti, fortemente minacciati dai Romani d'Oriente in Italia, inviarono dei sacerdoti liguri alla corte persiana per chiedere a Cosroe di infrangere il trattato di pace, sperando che sarebbero riusciti a mantenere il possesso dell'Italia se l'Impero fosse stato impegnato su due fronti. Giunti a Cosroe, gli dissero:
molti uomini. Ora è evidente che, se dovesse riuscire a schiacciare del tutto i Goti, marcerà con noi e con quelli che ha già asservito contro i Persiani, non tenendo conto né del nome dell’amicizia, né arrossendo davanti ad ognuna delle sue promesse giurate. Mentre, quindi, ti è ancora lasciata una certa speranza di sicurezza, non ci fare un altro danno né permetterlo per te stesso, ma scorgi nelle nostre sfortune cosa accadrà fra poco ai Persiani; considera che i Romani non saranno mai ben disposti verso il tuo regno, e che quando diventeranno più potenti, non esiteranno per niente ad indirizzare il loro odio contro i Persiani. Usa, quindi, questa buon’opportunità, mentre c’è ancora tempo, affinché tu non debba cercarla, quando sarà finita. Infatti una volta che il momento opportuno sia trascorso, non è nella sua natura tornare di nuovo. È meglio prevenire per essere al sicuro, che rimandare oltre il momento opportuno per soffrire il più miserabile destino possibile per mano del nemico.»

### Gli ambasciatori armeni
Oltre agli ambasciatori goti, giunsero alla corte di Persia anche degli ambasciatori armeni. Infatti gli Armeni, trovando oppressiva la dominazione bizantina (soprattutto per le tasse alte), si rivoltarono e riuscirono a uccidere Sitta, il generale inviato da Giustiniano per sedare la rivolta. Giustiniano inviò allora Buze a sedare la rivolta; gli Armeni, disperando di riuscire a resistere all'esercito bizantino, chiesero allora aiuto a Cosroe, inviando degli ambasciatori che rivolsero allo scià il seguente discorso:
Dopo questo discorso, Cosroe si consultò con l'aristocrazia persiana, dicendo loro della lettera di Vitige (re goto) e degli ambasciatori armeni, ed insieme concordarono che i Persiani avrebbero iniziato la guerra contro l'Impero d'Oriente nella primavera del 540.

## Conflitto

### Campagna del 540

#### Assedio di Sura
All'inizio della primavera Cosroe I ruppe il trattato di pace eterna e invase il territorio romano-orientale. Non avendo intenzione di attraversare l'Eufrate e conoscendo la difficile espugnabilità delle sue mura, Cosroe decise di non assediare Circesium e decise invece di marciare in direzione di Zenobia, dove giunse dopo una marcia di tre giorni. Ma lì comprese che quella città non aveva alcuna importanza e dopo aver cercato di spingerla alla resa, ritenendo sprecato ogni minuto passato ad assediarla, decise di avanzare oltre.
Giunto a Sura, il suo cavallo nitrì e impresse la terra con il suo zoccolo. Secondo i magi questo significava che la città sarebbe stata conquistata. Cosroe quindi assaltò le mura, che però erano difese con valore dal generale bizantino Arsace, che riuscì a respingere l'assalto persiano ma perse la vita trafitto da una freccia. Il giorno dopo gli abitanti della città, disperando di resistere dopo la morte del loro comandante, inviarono il loro vescovo presso Cosroe per supplicare che la città fosse risparmiata, promettendo grandi doni. Ma Cosroe era arrabbiato con gli abitanti di Sura perché il giorno prima gli avevano ucciso molti uomini. All'inizio sembrò accogliere le richieste del vescovo, ma questo era solo un inganno: quando gli abitanti di Sura aprirono le porte della città al vescovo, i Persiani scagliarono una pietra tra le porte e la soglia per impedire agli abitanti di chiuderle. Dopodiché, passando per le porte spalancate, l'esercito persiano entrò nella città, saccheggiò le case e massacrò la popolazione; quelli non massacrati vennero ridotti in schiavitù e la città venne data alle fiamme.
Tuttavia Cosroe, innamoratosi di una donna di Sura che aveva preso come prigioniera e che aveva sposato, decise di dare agli abitanti di Sura una possibilità di tornare liberi: si recò quindi a Sergiopoli, e chiese al vescovo locale Candido di riscattare i prigionieri al prezzo di due centenaria; il vescovo accettò di pagare la somma entro un anno, non avendo al momento i soldi necessari, e così i prigionieri vennero consegnati al vescovo che li liberò. Tuttavia, di questi, solo pochi sopravvissero alle miserie che dovettero subire.

#### Megas cerca di spingere Cosroe alla pace
Nel frattempo Giustiniano divise in due parti il comando militare d'Oriente: a Belisario affidò il settore eufratense mentre a Buze il resto della frontiera. Belisario però non era ancora tornato dalle campagne in Italia, così per il momento Buze ottenne il comando su tutta la frontiera. Buze inizialmente rimase a Ierapoli; ma quando scoprì cosa era successo a Sura, prese gli uomini più di esperienza e partì.
Nel frattempo l'Imperatore inviò in Oriente Germano con un esercito di 300 uomini; questi, giunto ad Antiochia, esaminò le fortificazioni della città e cercò di rinforzare i punti deboli ma ciò non fu possibile. Poiché non arrivavano rinforzi dall'Imperatore e la città rischiava di essere assediata da Cosroe, gli abitanti furono concordi di versare un tributo allo scià nel caso avesse tentato di espugnare la città per spingerlo a ritirarsi.
Inviarono quindi il vescovo di Beroea Megas presso Cosroe supplicandolo di avere pietà per i Romani d'Oriente; ma ciò non ebbe effetto e Cosroe iniziò l'assedio di Ierapoli. Valutando le fortificazioni solide e disperando quindi di espugnarla, lo scià chiese del denaro agli Ierapolitani in cambio del suo ritiro; questi di buon grado accettarono e gli versarono 2.000 libbre d'argento. Megas allora insistette, chiedendo allo scià di ritirarsi dal territorio bizantino e cessare le ostilità, e alla fine Cosroe promise che se avesse ricevuto dieci centenaria d'oro, la guerra sarebbe finita.

#### Assedio di Beroea
Megas ritornò quindi ad Antiochia mentre Cosroe, dopo quattro giorni di marcia giunse a Beroea. Egli chiese agli abitanti di questa città 4.000 libbre d'argento in cambio del ritiro. Gli abitanti inizialmente accettarono ma riuscirono ad accumulare solo 2.000 libbre cosicché non poterono pagare e quindi si rifugiarono nell'acropoli fortificata. Ma poiché portarono dentro le fortificazioni gli animali, l'acqua presto finì. Inoltre il resto della città venne saccheggiata dai Persiani e data alle fiamme.
Nel frattempo Megas tentò di convincere gli abitanti di Antiochia a versare i dieci centenaria a Cosroe ma per l'opposizione di Giuliano ciò non fu possibile. Megas si recò quindi a Beroea e protestò contro Cosroe per ciò che aveva fatto agli abitanti di Beroea. Comunque riuscì, con suppliche, a persuadere Cosroe a risparmiare gli abitanti rinserrati nell'acropoli, ormai in condizioni critiche perché senz'acqua, e poterono andarsene dal luogo senza ricevere danni. Molti del presidio passarono dalla parte persiana.

#### Assedio di Antiochia
Nel giugno del 540 Cosroe si diresse quindi verso Antiochia. Quando gli abitanti della città lo seppero, molti partirono mentre altri restarono rassicurati dai duci del Libano Teoctisto e Molatze, arrivati in città con 6.000 uomini per difenderla dai Persiani. Nel frattempo arrivò l'esercito di Cosroe I che inviò Paolo a dire agli abitanti che in cambio di 10 centenaria d'oro si sarebbe ritirato. Tuttavia l'indomani il popolo d'Antiochia lanciò dalle mura della città pesanti insulti indirizzati a Cosroe, e inoltre uccisero Paolo quando li esortò di nuovo a pagare quella cifra. Furente per questi avvenimenti, Cosroe assaltò le mura.
Cosroe assaltò l'altura dove le fortificazioni erano più vulnerabili. I Bizantini, legando insieme lunghe travi le sospesero fra le torri, e in questo modo resero gli spazi molto più ampi, per far sì che ancora più uomini potessero fronteggiare gli aggressori da là. Cosicché per molto tempo i Bizantini riuscirono a tener testa all'esercito sasanide. Ma la rottura delle corde che tenevano sospese le travi, e il fracasso provocato dalla caduta di esse, fecero credere ai romano-orientali che combattevano sulle altre torri che le mura in quel tratto fossero state distrutte, e perciò si ritirarono. Il risultato fu che i Persiani vinsero l'assedio e occuparono la città sterminando gran parte della popolazione e dandola alle fiamme.

#### Gli ambasciatori e la sosta a Seleucia e ad Apamea
Successivamente Cosroe ricevette degli ambasciatori bizantini che lo rimproverarono per aver infranto la pace eterna. Cosroe ribatté dicendo che era stato Giustiniano a infrangerla chiedendo agli Unni di invadere la Persia. Gli ambasciatori allora dissero che la colpa non era di Giustiniano ma di coloro che lo avevano servito. Cosroe chiese in cambio della pace un tributo annuale:
AMBASCIATORI: Così i Persiani vogliono avere i Romani loro sudditi e tributari.
 
COSROE: No, ma i Romani avranno i Persiani come loro soldati per il futuro, erogando loro un pagamento fisso per il proprio servizio; infatti, voi date un pagamento annuale d’oro ad alcuni degli Unni ed ai Saraceni, non come tributari sottomessi a loro, ma affinché possano custodire la vostra terra esente da razzie per tutto il tempo.»
Alla fine i Bizantini accettarono di pagare immediatamente 50 centenaria ai Persiani, e ad essi aggiunsero un tributo annuale di cinque centenaria.
Cosroe visitò quindi Seleucia, dove si bagnò nel mare e adorò le sue divinità. Ritornato nell'accampamento, chiese agli ambasciatori di visitare Apamea. Questi accettarono ma a patto che dopo averla visitata e portato con sé mille libbre d'oro se ne tornasse indietro senza fare altri danni. Tuttavia, giunto ad Apamea, non pretese dagli abitanti che gli dessero 1000 libbre d'oro ma dieci volte tanto. In seguito decise di assistere alle corse dell'ippodromo: tuttavia quando uno degli Azzurri sorpassò il suo rivale, Cosroe si arrabbiò, pensando che ciò fosse stato fatto di proposito, e ordinò che i cavalli di quello in testa fossero trattenuti in modo che vincessero i Verdi, appoggiati appunto da Cosroe. Inoltre ordinò di impalare un cittadino di Apamea, reo di aver osato protestare per l'atto di un soldato sasanide che aveva violentato sua figlia.
Lasciata Apamea, giunse a Calcide dove estorse alla popolazione due centenaria. Dopodiché attraversò l'Eufrate e saccheggiò la Mesopotamia. Quindi decise di espugnare Edessa, per il semplice motivo che essa era ritenuta inespugnabile perché protetta da Gesù Cristo. Tuttavia un malanno (la mascella divenne gonfia) lo persuase a non tentare l'assedio ma di accontentarsi di estorcere alla popolazione due centenaria d'oro.
Quando arrivò a Cosroe una lettera di Giustiniano che gli annunciava che accettava la pace, Cosroe liberò gli ostaggi, svendette i prigionieri e si preparò per la partenza.
Tuttavia, narra Procopio, assediò Dara. L'assedio però fallì e Cosroe si limitò a incassare dai Daresi mille libbre d'oro in cambio del ritiro in Persia. Tuttavia quando Giustiniano seppe che nonostante la tregua Cosroe aveva aggredito Dara, non accettò più l'accordo e la guerra continuò.
In Assiria Cosroe fondò Antiochia di Cosroe dove deportò la popolazione di Antiochia sopravvissuta.

### Campagna del 541

#### L'arrivo di Belisario e l'assedio di Nisibi
Belisario arrivò a Costantinopoli e nella primavera del 541 venne inviato in Oriente per combattere i Persiani. Ai suoi comandi vi era il generale Valeriano e molti Goti provenienti dall'Italia.
Giunto in Mesopotamia, Belisario apprese dalle spie che per il momento Cosroe non avrebbe effettuato incursioni in territorio bizantino essendo impegnato a respingere gli Unni. Belisario, arrivato Areta con i suoi Arabi, decise quindi di invadere la Persia, ma ad essa si opposero i duci della Fenicia Libanense, Recitanco e Teoctisto, timorosi che se avessero lasciato sguarnite di truppe la loro provincia Alamundaro ne avrebbe approfittato per saccheggiarla e Giustiniano se la sarebbe presa con loro. Belisario tuttavia fece loro notare che in quel momento in Arabia era in corso la tregua sacra, durante la quale gli Arabi non potevano fare guerre, quindi non dovevano temere un attacco di Alamundaro. Convinti i due duci, con la promessa di lasciarli liberi di tornare in Fenicia una volta finita la tregua sacra, Belisario si diresse con il suo esercito in direzione di Nisibi.
Accampatosi a 42 stadi di distanza da Nisibi, rivolse un discorso ai soldati in cui disse loro che la città era difesa da Nabade e che se avessero affrontato in battaglia i soldati di Nabade presso Nisibi non avrebbero avuto vantaggi perché in caso di sconfitta sarebbero stati inseguiti dai nemici mentre in caso di vittoria la breve distanza da Nisibi avrebbe permesso ai Persiani di ripararsi facilmente nella città. Se invece li avessero affrontati a una grande distanza da Nisibi, l'inseguimento dei nemici, in caso di vittoria, sarebbe stato lungo e avrebbero potuto espugnare Nisibi dopo aver inflitto ai nemici gravi perdite. Arrivati a 10 stadi dalla città, Belisario disse ai soldati di tenersi pronti per un eventuale attacco da parte persiana a mezzogiorno, molto probabile perché i Persiani sapevano che i Romani mangiavano a quell'ora. Ma Pietro e i suoi uomini trascurarono gli ordini del generale e a mezzogiorno si misero a mangiare alcune erbe; in questo modo quando i Persiani li attaccarono furono colti di sorpresa e morirono in 50; tuttavia in loro soccorso arrivò Belisario con il resto dei suoi uomini che costrinsero i Persiani alla ritirata; 150 dei loro morirono. Gli altri soldati persiani si rifugiarono nelle fortificazioni da dove schernivano il nemico.

#### La ribellione dei Lazi
Nel frattempo in Lazica la presenza di soldati bizantini nella zona, e soprattutto l'arrivo nella regione dell'ufficiale Giovanni detto Tzibo, alienarono le simpatie del popolo lazico. Tal Giovanni Tzibo, definito un furfante da Procopio, convinse l'imperatore a costruire una cittadella in Lazica di nome Petra e da lì iniziò sistematicamente a danneggiare economicamente i Lazi. Infatti istituì il monopolio del sale secondo cui i Lazi potevano comprare solo da lui il sale, venduto tra l'altro a prezzi elevatissimi; gli altri commercianti non lo potevano più vendere. Se a questo si aggiungeva la presenza dell'esercito bizantino nella zona, la situazione era diventata intollerabile per i Lazi che così chiesero aiuto ai Persiani (541).
Gli ambasciatori inviati allo scià di Persia rivolsero questo discorso allo scià:
L'uomo, infatti, che non fa nessun torto a se stesso non è giusto, a meno che egli non sia solito salvare coloro che fanno torto agli altri quando è in suo potere. Ma è interessante riferire alcune delle cose che i maledetti Romani hanno osato fare contro di noi. In primo luogo hanno lasciato al nostro re soltanto l’apparenza del potere reale, mentre essi stessi si sono appropriati della vera autorità, e rimane un re nella posizione di servo, temendo il generale che dà gli ordini; hanno messo su noi un gran numero di soldati, non per custodire la terra contro coloro che ci minacciano (del resto non uno dei nostri vicini tranne, effettivamente, i Romani ci ha disturbati), ma affinché possano controllarci come in una prigione e rendersi padroni dei nostri beni. E volendoci privare più veloce di ciò che abbiamo, guarda, o Re, che specie di piano hanno tramato; costringono i Lazi a comprare contro la propria volontà i rifornimenti che sono eccedenti fra di loro, mentre questa gente richiede di comprare quelle cose che sono più utili per loro fra i prodotti della Lazica, mettendo, da noi, il prezzo che è determinato in entrambi i casi tramite il giudizio della parte più forte. E così essi ci stanno derubando di tutto il nostro oro così come dei beni necessari alla vita, usando il nome di giusto commercio, ma in effetti opprimendoci completamente per quanto è loro possibile. È stato posto sopra di noi come sovrano un venditore che ha reso nostra miseria un genere di commercio in virtù dell'autorità del suo incarico. La causa della nostra sommossa, quindi, è di questa specie, ha la giustizia dal suo lato; ma immediatamente ti mostreremo il vantaggio che tu stesso otterrai se accoglierai la richiesta dei Lazi. Aggiungerai al regno di Persia un regno più antico, e come conseguenza di questo amplierai il potere del tuo dominio, avverrà inoltre che otterrai una parte nel mare dei
Romani attraverso la nostra terra, e dopo che avrai costruito navi su questo mare, o re, per te sarà possibile senza difficoltà mettere piede nel Palazzo di Bisanzio. Non c’è, infatti, ostacolo in mezzo. Si potrebbe aggiungere che l’annuale saccheggio della terra dei Romani da parte dei barbari lungo il confine sarà sotto il tuo controllo. Certamente, infatti, anche tu sei informato del fatto che finora la terra dei Lazi è stata un baluardo contro le montagne del Caucaso.
Così facendo strada con giustizia, ed aggiungendo il vantaggio a ciò, consideriamo che non ascoltare le nostre parole con favore sarebbe del tutto contrario al buon senso.»
(Ambasciatori lazici, riportato in Procopio, La Guerra Persiana, II, 15.)
Nel 541, rispondendo alla richiesta di aiuti del sovrano lazico Gubazes, lo scià di Persia Cosroe I con un grosso esercito entrò in Lazica, venendo accolto con grandi onori da Gubazes che gli consegnò il paese nelle sue mani. Cosroe affidò al suo generale Aniabede il compito di espugnare Petra, difesa dal già citato Giovanni. Ma quest'ultimo si dimostrò astuto e fece credere ai Persiani che la città fosse stata abbandonata dai Bizantini; in questo modo i Persiani assaltarono la città impreparati alla battaglia (non pensando che ci fossero soldati bizantini in città) e, quando l'esercito di Giovanni uscì allo scoperto, molti persiani furono massacrati mentre gli altri si diedero alla fuga. Quando Cosroe scoprì dell'insuccesso del suo generale, ordinò che fosse impalato (tuttavia Procopio sostiene che a subire l'impalamento potrebbe essere stato un altro soldato). Cosroe non si arrese e assaltò di nuovo le mura. I Persiani furono di nuovo respinti ma una freccia colpì al collo Giovanni che così morì, lasciando il suo esercito privo di un abile comandante. Cosroe provò a prendere la città scavando un tunnel che permise loro di giungere sotto una torre della città e di incendiarla; con parte delle sue difese distrutte, la città così si arrese al nemico che entrò trionfante (541). I Bizantini della città, avendo conservato i loro beni, si unirono ai Persiani.
Venne così istituito un protettorato persiano sulla regione.

#### L'assedio di Sisauranon
Belisario, disperando di prendere Nisibi, abbandonò l'assedio e marciò in direzione di Sisauranon, distante un giorno di viaggio da Nisibi. La città era difesa da 800 cavalieri comandati da Bleschames. I Bizantini iniziarono l'assedio ma vennero respinti con grosse perdite. Belisario decise però di non darsi per vinto: inviò Areta a saccheggiare l'Assiria mentre lui con il grosso dell'esercito continuava l'assedio.
In questo modo Areta e i suoi 1.200 uomini saccheggiarono l'Assiria accumulando un grosso bottino di guerra mentre Belisario catturò alcuni Persiani e scoprì da loro che le provviste all'interno della fortezza stavano per finire. Allora inviò Giorgio dagli abitanti per negoziare la resa e alla fine loro accettarono. Per clemenza di Belisario gli assediati vennero risparmiati in quanto cristiani, mentre la guarnigione persiana venne inviata a Costantinopoli; qui questi soldati persiani dovettero arruolarsi nell'esercito bizantino e furono inviati in Italia contro i Goti.
Molti dell'esercito bizantino, non abituati al clima della Persia in quanto traci, si ammalarono; così Belisario fu costretto a tornare a Costantinopoli dove svernò. Nel frattempo Cosroe fu informato delle campagne di Belisario; il re sasanide decise quindi di lasciare una guarnigione a Petra e di ritornare in Persia.

### Campagna del 542

#### Assedio di Sergiopoli
Nella primavera del 542 Cosroe invase di nuovo l'Impero.
Quando il vescovo di Sergiopoli, indebitatosi con Cosroe, seppe dell'invasione persiana, non potendo pagare Cosroe, si recò dallo scià per chiedergli perdono; ma Cosroe lo torturò e pretese il doppio dell'ammontare del denaro. Allora Candido, questo era il nome del vescovo, disse a Cosroe di inviare degli uomini a Sergiopoli per farsi dare dalla popolazione come pagamento i tesori del santuario cittadino; ma i Persiani, una volta fattisi consegnare questi tesori, dissero che non erano sufficienti e volevano di più; e pretesero di entrare in città per ottenere altro denaro. L'intenzione dei Persiani era in realtà quella di entrare in città per conquistarla ma Ambro, un uomo dell'esercito di Alamundaro, tradì il suo generale recandosi di notte in città e svelando ai cittadini il piano dei Persiani; di conseguenza i cittadini non aprirono le porte ai Persiani.
Allora Cosroe inviò 6.000 uomini ad assediare la città; gli abitanti della città, dopo essersi difesi strenuamente, decisero di arrendersi, essendo solo 200 i loro soldati, ma Ambro disse loro che entro due giorni i Persiani avrebbero abbandonato l'assedio per scarsità di approvvigionamento idrico e sconsigliò loro la resa; così gli abitanti resistettero altri due giorni e scamparono alla capitolazione.

#### Belisario contro i Persiani
Cosroe decise di non saccheggiare il Commagene perché l'aveva già fatto nella campagna del 540 e piuttosto decisero di marciare in direzione di Gerusalemme per impadronirsi dei suoi tesori. Quando Giustiniano si accorse del pericolo, inviò Belisario contro i Persiani. Il generale bizantino si diresse a gran velocità verso il Commagene viaggiando sui cavalli del servizio postale imperiale, non avendo con sé l'esercito. Quando l'esercito a Ierapoli seppe che Belisario stava arrivando gli scrisse una lettera:
Ma Belisario non seguì il loro consiglio. Si recò invece a Europus dove assemblò un esercito e scrisse ai soldati di Ierapoli:
Letta la lettera, gran parte dell'esercito di Ierapoli lasciò la città per raggiungere Belisario a Europus (o Europum).
Quando Cosroe seppe che Belisario era a Europum inviò Abandane da lui sia per scoprire che tipo di generale fosse sia per protestare per il fatto che Giustiniano non avesse voluto ricevere gli ambasciatori per concludere la pace.
Quando Belisario seppe dell'arrivo di Abandane, scelse 6.000 uomini del suo esercito molto alti e di buona salute e ordinò loro di cacciare a grande distanza dall'accampamento. Poi ordinò ad Adolio e a Diogene di guadare l'Eufrate con un migliaio di uomini per dare l'impressione ai Persiani che se essi avessero voluto oltrepassare il fiume per tornare in Persia, i Bizantini non l'avrebbero permesso.
Quando poi venne informato che l'ambasciatore persiano stava arrivando si mise in una tenda ai cui lati dispose una lunga fila di soldati goti, eruli, vandali, mauri, illiri e traci. Abandane passò in mezzo a queste due file di soldati per entrare nella tenda dove ebbe una discussione con Belisario. Abandane protestò per il fatto che Giustiniano non avesse voluto ricevere gli ambasciatori per concludere la pace, costringendo Cosroe ad invadere di nuovo il territorio bizantino.
Belisario rispose:
Quando Abandane ritornò da Cosroe, gli disse che era rimasto molto impressionato dalla forza e dalla disciplina dell'esercito di Belisario e gli consigliò di ritirarsi perché se avesse perso grandi calamità si sarebbero abbattute sull'Impero sasanide. Cosroe II decise di ritirarsi attraversando l'Eufrate nonostante sapesse che il fiume era presidiato dall'esercito bizantino. Belisario permise ai Persiani di attraversare il fiume in tutta sicurezza. Cosroe, allora, attraversato il fiume, inviò un messaggero a Belisario che disse al generale bizantino che, poiché aveva permesso a Cosroe di attraversare il fiume, ora lo scià lo invitava a incontrarsi con lui. Quindi Belisario attraversò il fiume Eufrate con l'esercito e inviò emissari a Cosroe e conclusero una pace.
Tuttavia Cosroe durante il ritiro saccheggiò a sorpresa la città di Callinicum, violando i termini previsti dalla pace. Belisario intanto veniva inviato in Italia (544).

### Campagna del 543
Cosroe progettò di invadere di nuovo il territorio bizantino attraverso la Persarmenia. A Adarbiganon un ambasciatore inviato da Bisanzio avvisò Cosroe che Costanziano e Sergio, emissari di Costantinopoli, si sarebbero recati da lui per concludere il trattato. Ma Costanziano cadde malato e l'incontro fu rinviato. Nel frattempo la peste colpì anche i Persiani. Nebede, generale persarmeno, inviò al generale bizantino Valeriano il vescovo cristiano di Doubios per sollecitare i Bizantini verso la pace, dopo averli rimproverati per non aver ancora inviato gli emissari.
Il vescovo sollecitò Valeriano a concludere una pace ma il fratello di tale vescovo contattò segretamente il generale bizantino che Cosroe era in difficoltà dato che i Persiani erano indeboliti dalla peste e il suo trono era minacciato dall'insurrezione del figlio; per questi motivi lo scià voleva la pace. Quando Valeriano lo seppe, promise al vescovo che avrebbe inviato gli emissari ma al contempo scrisse a Giustiniano, comunicandogli la vulnerabilità del nemico persiano.
Giustiniano decise di approfittarne e ordinò ai suoi uomini l'invasione della Persarmenia; l'esercito che invase il territorio persiano era di 30.000 uomini e il magister militum era Martino. Tuttavia l'esercito non venne raccolto in un unico luogo ma era diviso in più parti; il comandante di uno degli eserciti bizantini, Pietro, decise di iniziare l'invasione senza informare gli altri eserciti; quando gli altri comandanti lo seppero decisero di attaccare anche loro il territorio persiano tranne Giusto e i suoi uomini che essendo lontani dal resto dell'esercito seppero molto in ritardo dell'invasione e non riuscirono a unirsi con il resto dell'esercito. Gli altri invece avanzavano in un blocco ordinato in direzione di Doubios senza saccheggiare la zona.
Quando Nebede, che si trovava proprio a Doubios, a otto giorni di viaggio da Teodosiopoli, saputo delle operazioni nemiche, si posizionò in un luogo strategico, una montagna distante 120 stadi dalla città, confidando della forza della sua posizione. Con pietre e carri sbarrò l'ingresso al villaggio e scavò una fossa dove pose il suo esercito, che ammontava a 4.000 uomini.
Alla fine Nebede riuscì a sconfiggere i Bizantini che subirono una grave sconfitta.

### Campagna del 544
Cosroe invase di nuovo l'Impero per distruggere Edessa e trasformarla in un pascolo dopo aver deportato come schiavi tutti gli abitanti della città in Persia.
Giunto vicino a Edessa, Cosroe inviò degli Unni contro una delle porzioni delle mura per sottrarre agli edessani le loro pecore ma ciò fu impedito dagli edessani che combatterono contro Unni e Persiani e riuscirono a ottenere il loro momentaneo ritiro dopo una battaglia durata dal mattino a mezzogiorno. I Persiani posero il loro accampamento a sette stadi dalla città.
Cosroe pensò che sarebbe stato un disonore per lui fallire nell'assedio, quindi decise di offrire agli Edessani il suo ritiro in cambio di una certa somma di denaro. Ricevuti quattro ambasciatori della città, li intimorì per tentare di persuaderli ad accettare di pagare per ottenere il ritiro. Ma gli accordi non andarono a buon fine.
All'ottavo giorno di assedio Cosroe decise di costruire una collina artificiale vicino alle mura utilizzando alberi e pietre. Ma Pietro, generale bizantino, decise di impedire ai Persiani di costruire la collina artificiale inviando un esercito di Unni contro di loro; inizialmente l'iniziativa ebbe successo ma in seguito i Persiani mantennero la guardia alta e non fu più possibile attuare iniziative di questo tipo.
Gli Edessani disperavano ormai e inviarono Stefano presso Cosroe chiedendo pietà. Cosroe rispose che si sarebbe ritirato solo se gli fossero stati dati come ostaggi Pietro e Peranio. Se non avessero accettato, avrebbero ottenuto il ritiro o pagando 100 centenaria d'oro o accogliere in città alcuni persiani che si sarebbero impossessati di tutto l'oro.
Gli Edessani inviarono un messo a negoziare ma quando la collina artificiale arrivò vicino alle mura i Persiani rifiutarono di negoziare, volendo impossessarsi della città. Allora gli Edessani scavarono una galleria sotterranea e giunti sotto la collina artificiale, di notte, la diedero alle fiamme. Nonostante i tentativi dei Persiani di spegnere il fuoco, il terrapiano andò distrutto.
Sei giorni dopo ci furono altri attacchi da parte persiana ma vennero respinti. I Persiani decisero di negoziare con i Bizantini e si giunse un accordo: in cambio di 5 centenaria, i Persiani si sarebbero ritirati in Persia.

### La pace (545)
Nel 545 Giustiniano inviò Costanziano e Sergio da Cosroe per ottenere la pace. Gli emissari si incontrarono con lo scià e gli chiesero la restituzione della Lazica come condizione della pace. Cosroe replicò che prima di venire a patti con loro dovevano firmare un armistizio e per ottenere tale armistizio avrebbero dovuto pagare del denaro e inviare il medico Tribuno alla corte persiana.
Quando Giustiniano lo seppe inviò sia il medico che la somma di venti centenaria ottenendo così una tregua di cinque anni.
La tregua durò fino al 549, quando iniziò la guerra lazica.

### Fonti primarie
- Procopio di Cesarea, La guerra persiana.

### Fonti secondarie
- (EN) Geoffrey Greatrex e Samuel N.C. Lieu, Justinian's First Persian War and the Eternal Peace, in The Roman Eastern Frontier and the Persian Wars (Part II, 363–630 AD), New York e Londra, Routledge, 2002,  pp. 82-97, ISBN 0-415-14687-9.
- (EN) John R. Martindale, The Prosopography of the Later Roman Empire, III, AD 527-641, Cambridge, Cambridge University Press, 1992, ISBN 0-521-20160-8.